# 缺席投票

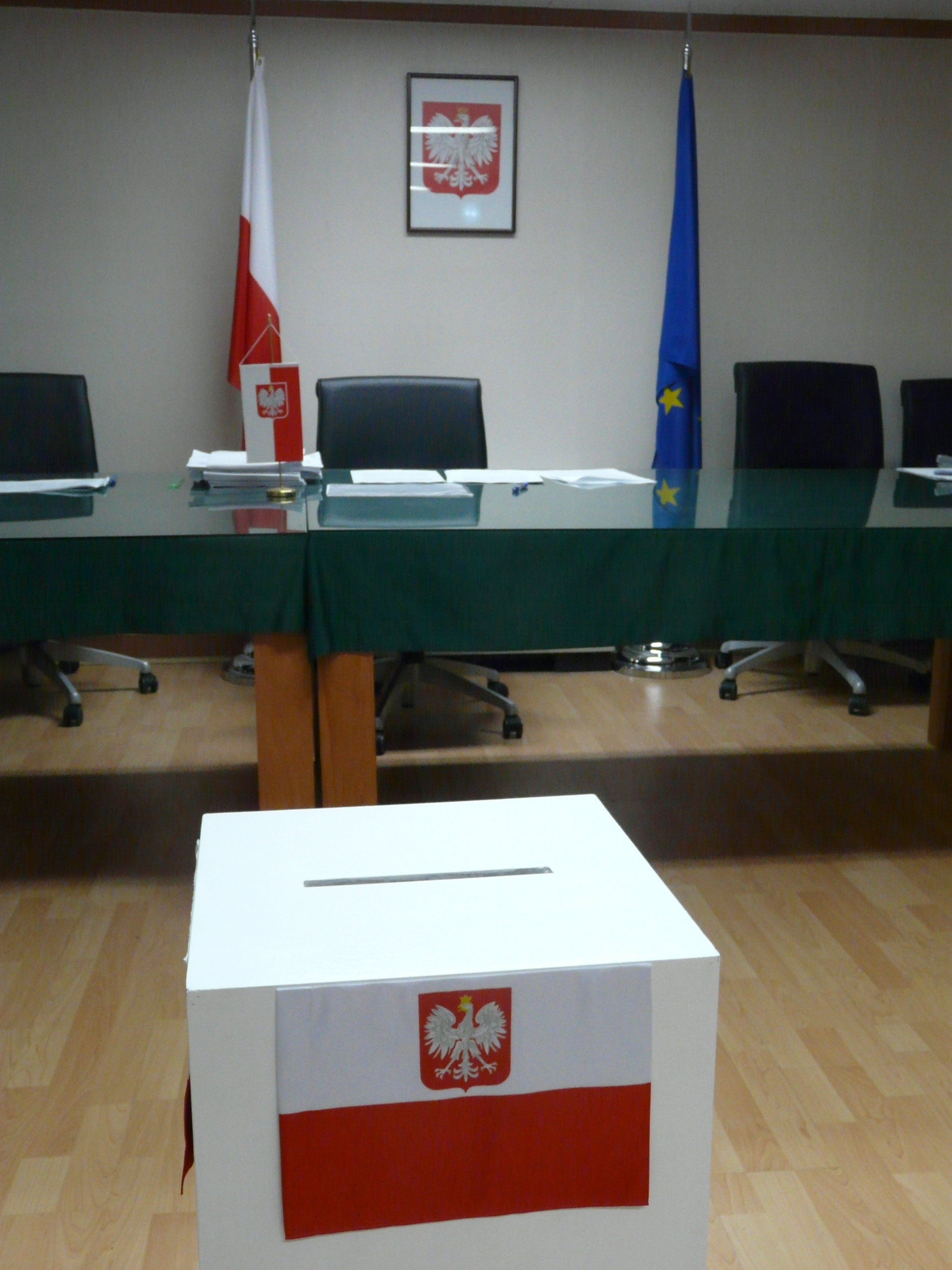
波蘭駐韓大使館擺設的2014年歐洲議會選舉投票箱，在韓波蘭公民得以藉由不在籍投票行使選舉權。

缺席投票（英語：absentee voting，中文被稱為不在籍投票或事前投票），是指為了选民因故而无法到投票所現場行使投票之權利時，提供其他行使投票权的途径。

## 不在籍投票的種類

### 不同投票站
提前投票
又稱「早期投票」，即提前或变更投票的时间。
特殊投票站投票
在医院、监狱、寺廟、港口、大使馆、領事館或军队设施等场所设立专属的投票站。
海上投票
比如航行中船隻內的船員可能有利用不在籍投票的可能。
南極地區的投票
對於派遣到南極地區的觀測隊與基地人員，可能實施不在籍投票。

### 邮递投票
比如英国选民有权采用邮递的方式进行投票。

### 代理人投票
委託具有投票权的选民进行代理。

### 網路投票
比如愛沙尼亞选民利用數位身分證置入讀卡機，就可以在網站上進行投票。
在外太空的美國太空人，自1997年以來可以透過電子郵件從電子郵件中投票。投票通過安全電子郵件發送至在林顿·约翰逊太空中心，然後傳遞給在該州宇航員的家鄉，不過大多數人會選擇在太空人訓練中心所在地的德州投票。

## 各地情況

### 中华民国的情況
2010年2月3日，江宜桦將民主人權政策列為內政部重要施政方向，並提出「研議不在籍投票」。
2011年4月，中華民國中央選舉委員會決定總統及立委合併選舉後，不在籍投票被暫緩辦理。
2015年6月16日，立法院朝野協商修憲案，結果因國民黨堅持將不在籍投票、18歲公民權以及閣揆同意權綁在一起，導致協商破局、憲改胎死腹中，引發公民團體抗議。該朝野協商修憲案最後不了了之。
2015年，千障權益行動聯盟在一次「包圍中選會」的定點表達訴求，表達選舉投開票所應有無障礙設施，可供輪椅進出。需有點字跟手語翻譯，使視障跟聽障資訊獲得暢通。還有不在籍投票，使居住機構之身心障礙者可以投票。
2021年11月17日，立法院內政委員會初審完成「全國性公民投票不在籍投票法」草案，朝野僅對全國性公投不在籍投票優先以移轉投票方式辦理達成共識，其餘有關草案名稱、地方性公投適用、申請流程等條文未達成共識，多數條文保留送朝野協商。
2024年2月22日，行政院通過全國性公投不在籍投票法草案，60天前可申請轉移投票。
2025年4月18日，民眾黨立院黨團推動國內移轉投票法制化公投案，目標全程在國內進行，本人親自領票、親自投票。

### 其他国家的情况
韩国在2017年总统选举中首次引入提前投票制度，即在5月9日正式投票日因故不能前往投票的选民可在5月4日至5日进行“缺席投票”。为此，韩国在全国共设置3,507处提前投票站，其中包括首尔火车站、龙山火车站、仁川机场等主要交通枢纽处。据选管委5月4日公布的数据显示，在“缺席投票”首日，韩国境内已有近500万名选民参与了投票，投票率达到11.70%。該次選舉也首次在駐台北韓國代表部設立投票所，供居住在台灣的韓國公民行使投票權。
中国大陸亦有组织未丧失政治权利的在监狱服刑人员在监狱进行投票以选举地方人民代表大会代表。
1997年，美國德克薩斯州議會通過了一項法案，允許居民從太空投下缺席選票，因為美國宇航局約翰遜航天中心宇航員居住在休斯敦大都市區，不過居住地址會註明為低地球軌道。